# Robert Birker
Robert Birker (* 21. Februar 1885 in Dhünn; † 2. August 1942 in Duisburg) war ein deutscher Radrennfahrer.

## Sportliche Laufbahn
Robert Birker nahm an den Olympischen Spielen 1912 in Stockholm teil. Im Einzelzeitfahren belegte er den 62. Platz.